# Orix BlueWave
Les Orix BlueWave étaient une équipe de Baseball basée à Kōbe évoluant dans la Pacific League.

## Histoire
Le club est fondé en 1936 sous le nom de Osaka Hankyu Baseball Club (大阪阪急野球協会), et se trouve alors être la propriété de Hankyu Electric Railways (Hankyu Dentetsu). Il est alors basé à Nishinomiya, près de Kōbe.
Le 11 octobre 1988, le dernier jour de la saison, le propriétaire, Hankyu Electric Railways, vend le club à Orient Lease, société qui prend le nom de Orix Group à partir de 1989. De 1989 à 1991, l’équipe se nomme Orix Braves, puis change de nom en 1991 pour être désormais appelée Orix BlueWave. Cette même année l’équipe quitte Nishinomiya pour Kōbe. À l'issue de la saison 2004, l'équipe fusionne avec celle des Ōsaka Kintetsu Buffaloes pour former une nouvelle équipe, les Orix Buffaloes.

## Palmarès
- Japan Series (4 titres gagnées): 1975, 1976, 1977, 1996.
- Pacific League : 1967, 1968, 1969, 1971, 1972, 1975, 1976, 1977, 1978, 1984, 1995, 1996.